# Benjamin Gerritsz. Cuyp

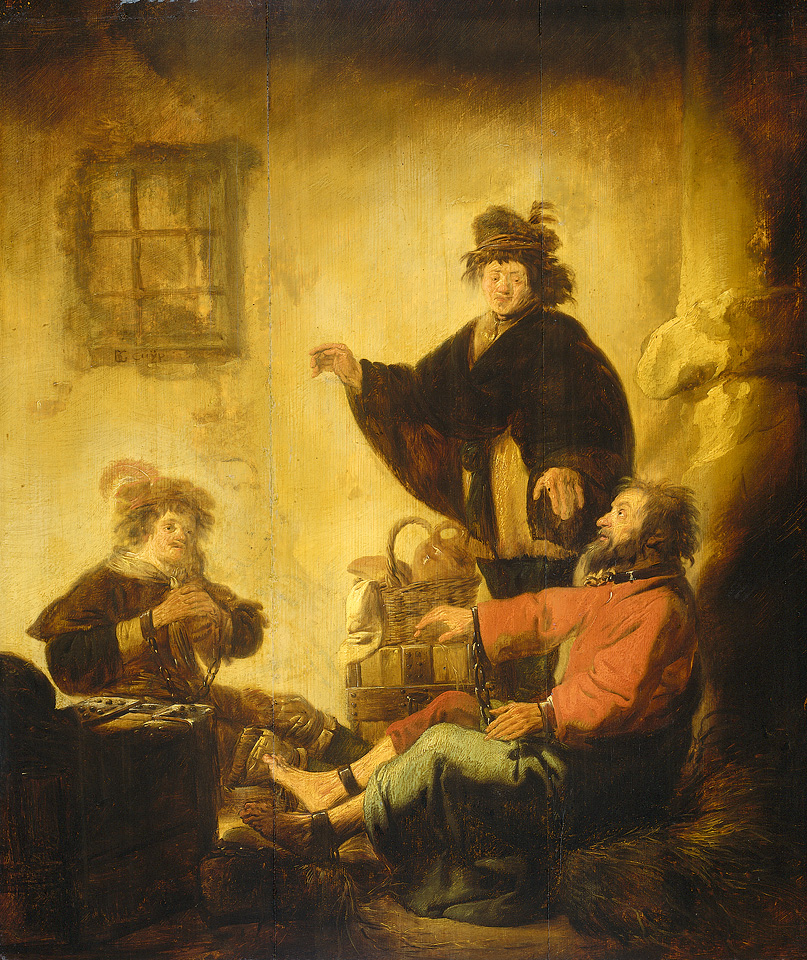
Giuseppe interpreta un sogno, 1630 circa, Rijksmuseum Amsterdam

Benjamin Gerritsz. Cuyp (Dordrecht, dicembre 1612 – Dordrecht, 28 agosto 1652) è stato un pittore olandese.

## Biografia
Zio di Aelbert Cuyp, fratellastro e allievo di Jacob Gerritsz. Cuyp, visse all'Aia e a Dordrecht. Si specializzò nella pittura di genere e nei soggetti biblici e storici, utilizzando spesso gente comune di campagna come modello. Dipinse inoltre battaglie e occasionalmente paesaggi.
Il suo stile è caratterizzato da uno spiccato senso del movimento, e forti contrasti tra luci e ombre, derivati da una superficiale influenza di Rembrandt, sebbene non vi siano tracce di contatti diretti tra i due artisti.